# Mons-en-Barœul
Mons-en-Barœul este un oraș în Franța, în departamentul Nord, în regiunea Nord-Pas de Calais. Face parte din aglomerația orașului Lille.
1. ↑  répertoire géographique des communes, accesat în 26 octombrie 2015
2. ↑  dataset of postal codes in France, 1 octombrie 2018